# 绍莫吉豪特翁
绍莫吉豪特翁，是匈牙利巴兰尼亚州所辖的一个村。总面积13.52平方公里，总人口378，人口密度28.0人/平方公里（2011年1月1日）。